# 庄华峰
庄华峰（1957年9月—），男，汉族，安徽歙县人，中共党员，中国书法家协会会员，安徽师范大学教授。

## 生平
1983年毕业于安徽师范大学历史系并留校任教，1990年在安徽师范大学获历史学硕士学位，2009年在武汉大学获历史学博士学位。2000年4月至2004年4月，任安徽师范大学社会学院副院长。2004年4月至2012年2月，任安徽师范大学图书馆馆长。现任安徽师范大学历史学院二级教授、博士生导师。

## 学术贡献
主要从事社会史、传统文化研究工作，主持国家社会科学基金项目、安徽省哲学社会科学规划项目等课题十余项，发表学术论文70余篇，研究成果曾获省部级一二三等奖。是国家级精品视频公开课“安徽文化与古代中国”主讲人。

## 荣誉
获评安徽省首批学术与技术带头人，安徽省教学名师，安徽省优秀专家，全国优秀教师等称号。2006年获批享受国务院政府特殊津贴。曾被推选为教育部“万人计划”人选和教育部“全国教书育人楷模”人选，并于2015年作为全国高校教师唯一代表受邀参加教育部“教师的一天”网络展示活动。

## 著作
- 《中国饮食文化辞典》（主编之一）安徽人民出版社1994年版
- 《吴承仕研究集》（编纂），黄山书社1990年版
- 《中国婚姻史》（独著），黄山书社1997年版
- 《中国长江流域开发史》（合著），黄山书社1998年版
- 《中国传统养生学》（主编），广西教育出版社1996年版
- 《中华文明简史》（主编），华东师范大学出版社2005年版
- 《中国社会生活史》（独著），合肥工业大学出版社2004年再版；中国科学技术大学出版社2014年版（2版）
- 《大学书法基础教程》（主编），安徽大学出版社2004年版
- 《社会政策导论》（主编），合肥工业大学出版社2005年版
- 《魏晋南北朝社会》（独著），安徽人民出版社2009年版
- 《古代长江下游圩田志整理与研究》（编纂），安徽师范大学出版社2014年版
- 《大学书法》（主编），高等教育出版社2014年版
- 《魏晋南北朝史新编》（独著），中国社会科学出版社2016年版
- 《漫画版中国传统社会生活丛书》（主编），中国社会科学出版社2020年版
- 《饮食生活：舌尖的创造》（独著），中国社会科学出版社2020年版
- 《“双一流”背景下高校历史学专业教学改革与创新型人才培养研究》（主编），中国社会科学出版社2020年版
- 《明清时期长江下游自然灾害与乡村社会研究》（独著），中国社会科学出版社2020年版